# Iwan Roth
Iwan Roth (* 1942 in Basel) ist ein Schweizer Saxophonist und Professor der Musik.

## Leben
Roth studierte Musik in der Klasse von Marcel Mule am Conservatoire de Paris und schloss mit dem 1. Preis für Saxophon und für Kammermusik ab. Er ist Professor an der Musik-Akademie der Stadt Basel und hatte u. a. Gastprofessuren am Utrechts Conservatorium, an der Northwestern University, der Boston University, der University of North Texas, der Hochschule für Künste Bremen, der Hochschule für Musik Nürnberg-Augsburg und der Akademie Tibor Varga inne. 
Roth wirkte als Saxophonist in zahlreichen Sinfonieorchestern mit, unter anderem bei den Berliner und den Wiener Philharmonikern. 
Als Solist trat er u. a. mit dem Basler Sinfonie-Orchester, dem Radio Sinfonieorchester Basel, der Camerata Zürich, dem Collegium Musicum Zürich, dem Basler Kammerorchester, dem Orchester des Süddeutschen Rundfunks Stuttgart, dem Orchester des Bayerischen Rundfunks München, dem Rundfunkorchester des Südwestfunks, den Nürnberger Symphonikern, dem Orchestra della Scala di Milano, der United States Navy Band, Washington DC, dem Städtischen Orchester St. Gallen und dem Orchestre de Chambre de Lausanne auf. Er ist Sopransaxophonist des Schweizer Saxophon-Quartetts. 
Iwan Roth ist einer der wenigen bekannten Konzertsaxophonisten im klassischen Bereich. Zeitgenössische Komponisten widmeten ihm rund 30 Werke; unter anderem Luciano Berio, Paul Creston, Rudolf Kelterborn, Armin Schibler, Robert Suter und Jacques Wildberger. 
Auf Tonträgern ist Roth als Solist mit Klavier und Orchester sowie mit dem Schweizer Saxophon-Quartett zu hören. 1983 war er Juror beim Internationalen Musikwettbewerb in Genf. Er vertrat die Schweiz beim World Saxophone Congress in Bordeaux 1974, London 1976, Chicago 1979 und in Washington 1985.